# Úrvalsdeild 2001
La Úrvalsdeild 2001 fu la 90ª edizione della massima serie del campionato di calcio islandese disputata tra il 18 maggio e il 18 settembre 2001 e conclusa con la vittoria del ÍA, al suo diciottesimo titolo.
Capocannoniere del torneo fu Hjörtur Hjartarson (ÍA) con 19 reti.

## Formula
Come nella stagione precedente le squadre partecipanti furono dieci e si incontrarono in un turno di andata e ritorno per un totale di diciotto partite.
Le ultime due classificate retrocedettero in 1. deild karla.
Le squadre qualificate alle coppe europee furono quattro: i campioni alla UEFA Champions League 2002-2003, la seconda e il vincitore della coppa nazionale alla Coppa UEFA 2002-2003 e un'ulteriore squadra alla Coppa Intertoto 2002.

## Squadre partecipanti
| Club       | Città          | Stadio | Posizione 2000     |
| ---------- | -------------- | ------ | ------------------ |
| Fylkir     | Reykjavík      |        | 2°                 |
| ÍBV        | Vestmannaeyjar |        | 4°                 |
| FH         | Hafnarfjörður  |        | 1. deild           |
| KR         | Reykjavík      |        | Campione d'Islanda |
| Grindavík  | Grindavík      |        | 3°                 |
| Breiðablik | Kópavogur      |        | 7°                 |
| ÍA         | Akranes        |        | 5°                 |
| Keflavík   | Keflavík       |        | 6°                 |
| Fram       | Reykjavík      |        | 8°                 |
| Valur      | Reykjavík      |        | 1. deild           |

## Classifica finale
|                    | Pos. | Squadra    | Pt | G  | V  | N | P  | GF | GS | DR  |
| ------------------ | ---- | ---------- | -- | -- | -- | - | -- | -- | -- | --- |
| Islanda (bandiera) | 1.   | ÍA         | 36 | 18 | 11 | 3 | 4  | 29 | 16 | +14 |
|                    | 2.   | ÍBV        | 36 | 18 | 11 | 3 | 4  | 23 | 15 | +8  |
|                    | 3.   | FH         | 32 | 18 | 9  | 5 | 3  | 23 | 16 | +7  |
|                    | 4.   | Grindavík  | 27 | 18 | 9  | 0 | 9  | 27 | 29 | -2  |
|                    | 5.   | Fylkir     | 25 | 18 | 7  | 4 | 7  | 26 | 23 | -3  |
|                    | 6.   | Keflavík   | 23 | 18 | 6  | 5 | 7  | 27 | 30 | -3  |
|                    | 7.   | KR         | 22 | 18 | 6  | 4 | 8  | 16 | 20 | -4  |
|                    | 8.   | Fram       | 20 | 18 | 6  | 2 | 10 | 28 | 28 | 0   |
|                    | 9.   | Valur      | 19 | 18 | 5  | 4 | 9  | 19 | 26 | -7  |
|                    | 10.  | Breiðablik | 14 | 18 | 4  | 2 | 12 | 17 | 32 | -15 |

Legenda:

      Campione d'Islanda e ammesso alla UEFA Champions League
      Ammesso alla Coppa UEFA
      Ammesso alla Coppa Intertoto
      Retrocesso in 1. deild karla
Note:

Tre punti a vittoria, uno a pareggio, zero a sconfitta.

### Verdetti
- ÍA Campione d'Islanda 2001 e qualificato alla UEFA Champions League
- Fylkir e ÍBV qualificati alla Coppa UEFA
- FH qualificato alla Coppa Intertoto
- Valur e Breiðablik retrocesse in 1. deild karla.